# Nandi (Mythologie)
Nandi (Sanskrit नन्दी nandī, „der Glückliche“, Kannada ಬಸವ basava, „Stier“ oder „Bulle“), ein Buckelstier der hinduistischen Mythologie, ist das Reittier (vahana) und der treue Diener des Gottes Shiva.

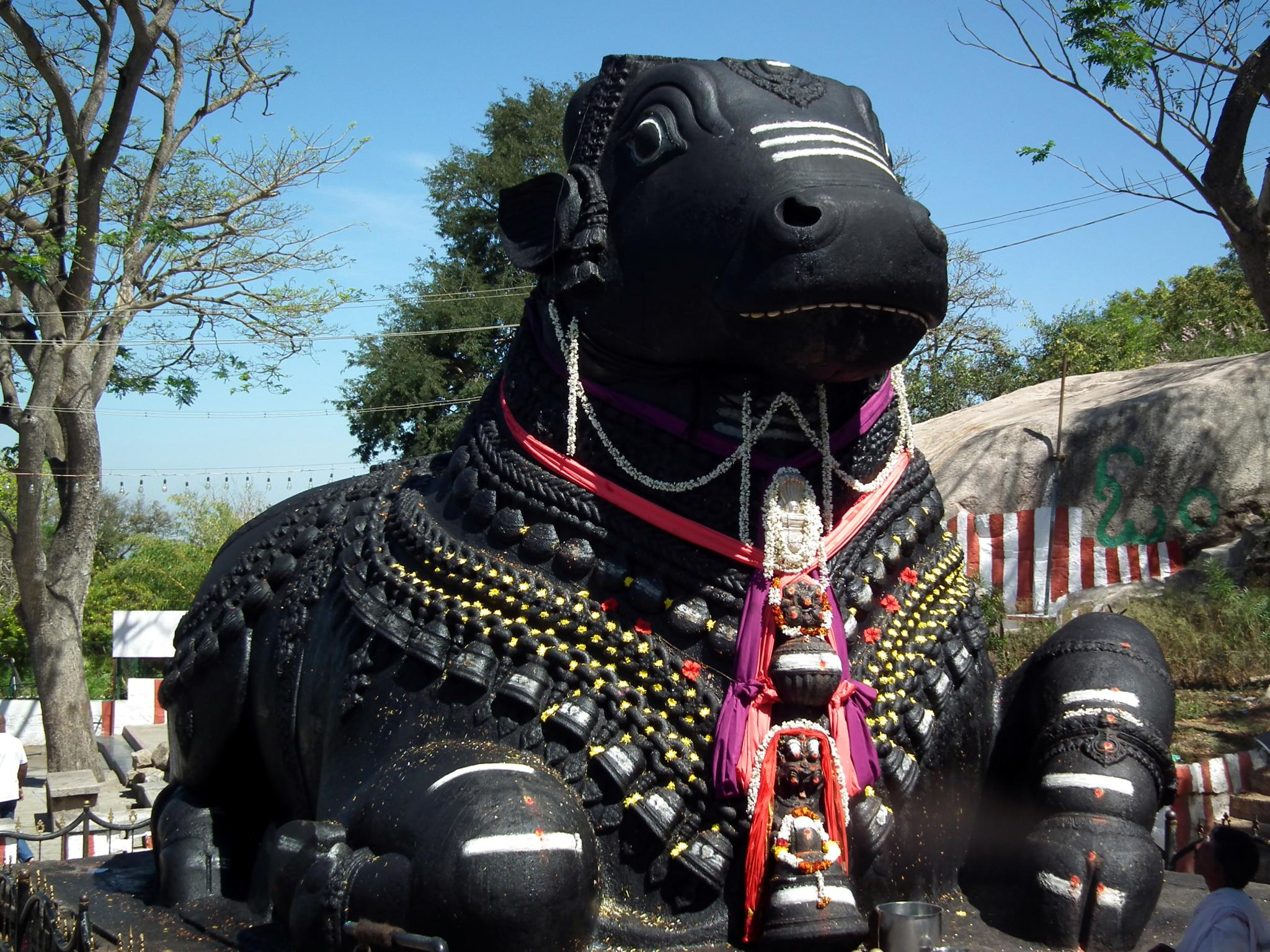
Nandi auf dem Chamundi-Hügel in Mysuru, 17. Jahrhundert

## Funktion
Manchmal führt Nandi (in Karnataka meist Basava) Shivas Gefolge an, die Ganas; nahezu immer fungiert er als Wächter und Schwellenhüter vor jedem Shiva-Linga sowie vor den Tempeln des Gottes. In einigen wenigen Tempeln dagegen ist er selbst verehrter Mittelpunkt. Er ist auch der Schutzgott der vierbeinigen Tiere und der vier Ecken der Welt.

## Mythologie

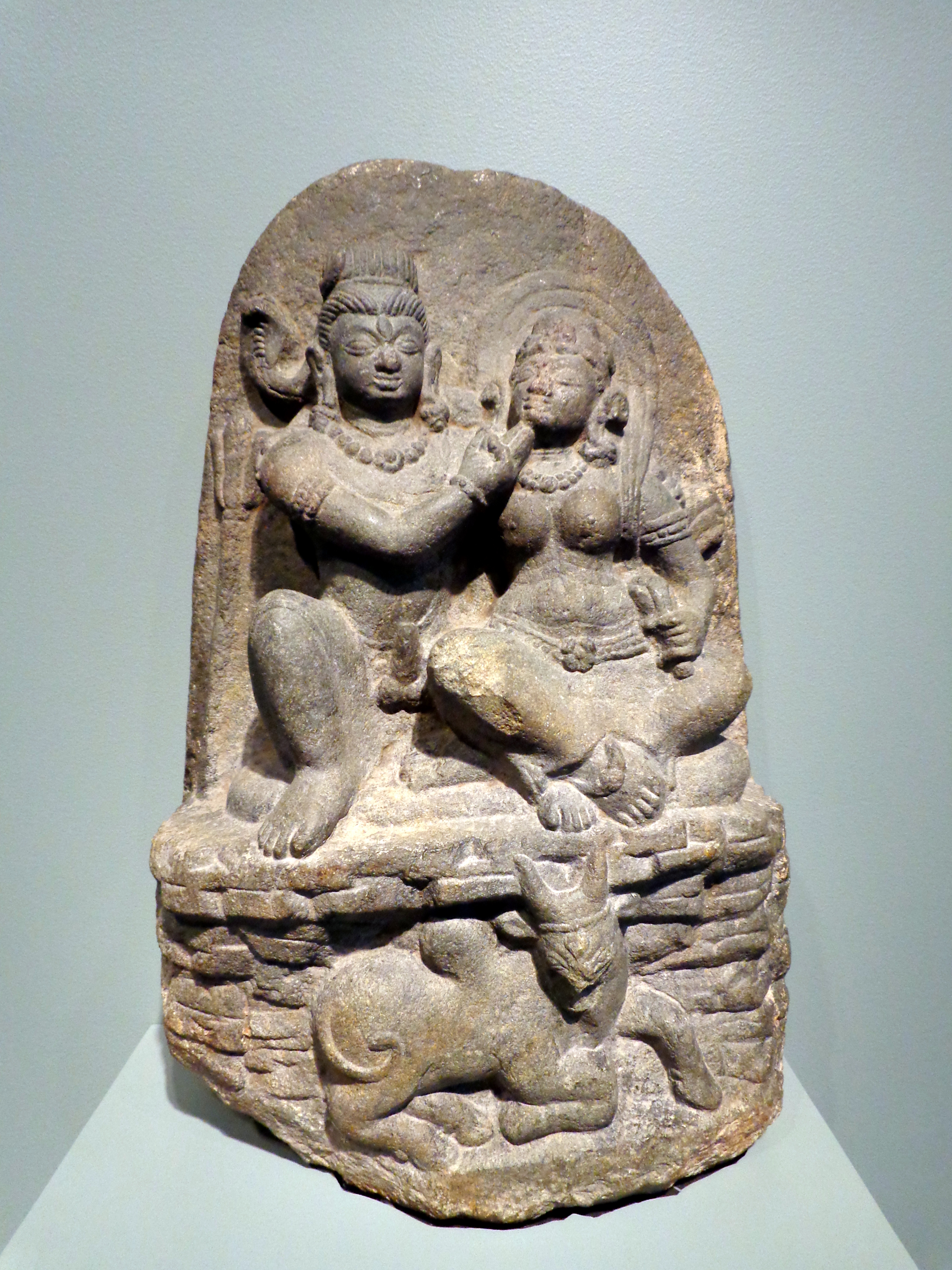
Reliefstele mit der Darstellung Uma-Maheshwaras (= Parvati und Shiva) auf dem Berg Kailash mit Nandi darunter, Bihar (10./11. Jahrhundert)

Die Mythologie nennt Kashyapa als Nandis Vater, der identisch ist mit dem Schöpfergott in Schildkrötengestalt, Prajapati. Als Mutter gilt Surabhi, „Ur-Kuh“ und Wunscherfüllerin. Nandi ist Dharmadevata – Herr des Dharma, Verkörperung des ewigen Gesetzes. Eine der vielen Geschichten erzählt, wie Nandi Dharmadevata eines Tages über die ewig kreisende Unendlichkeit erschrak. In seiner Verzweiflung und auf der Suche nach einem Ausweg gelangte er zu Shiva und warf sich diesem zu Füßen. Er flehte, er möge ihn als Reittier nehmen. In seiner Antwort weist Shiva auf die im Hinduismus angenommene zunehmende Schwäche des Dharma in den verschiedenen Zeitaltern hin: „Das tue ich gern, Herr des Dharma. Im goldenen Zeitalter wirst du ohne Beschwerden auf allen vier Beinen gehen. Im silbernen auf drei und im kupfernen Zeitalter auf zwei Beinen. Im dunklen eisernen Zeitalter wirst du schließlich mühsam auf einem Bein stehen müssen.“

## Stiersymbolik
Der Schutz des Rindes gehört zu den grundlegenden Kennzeichen des Hinduismus. Dyaus Pita (Vater Himmel) und Prithivi Mata (Mutter Erde), das älteste Götterpaar der Veden, sind versinnbildlicht durch Stier und Kuh. Die Kuh genießt als lebendiges Tier Verehrung, während der Stier in der hinduistischen Inkonographie als Begleittier mehrerer Gottheiten, wie etwa bei Yama, dem Herrn des Todes und der Rechtschaffenheit, eine große Rolle spielt. Im Kampf der Göttin Durga verkörpert der Stier das durch sie überwundene Übel. Auch die Bedeutung von Shivas Buckelstier scheint gegensätzlich, ist er einerseits der inbrünstige Verehrer Shivas und Verkörperung seiner schöpferischen Aspekte, verkörpert er andererseits – wie Shiva selbst – Vergänglichkeit und Zerstörung.

## Darstellungen
- Die Ikonographie stellt Nandi üblicherweise als ruhendes Tier vor einem Shiva-Heiligtum dar, wobei die Darstellungen im Lauf der Zeit immer größer werden und vor allem in Südindien (Karnataka, Andhra Pradesh, Tamil Nadu) bedeutende Ausmaße erreichen. Sein Hals ist von zahlreichen Schellen bzw. Glöckchen umgeben, die durch dargebrachte Blumengirlanden oder durch bunte Tücher zusätzlich bereichert werden. Während die kleineren Nandis oft von einer baldachinartigen und seitlich offenen Steinkonstruktion geschützt sind, liegen die größeren meist unter freiem Himmel. In vielen Fällen werden Nandis auch innerhalb der Vorhalle (mandapa) eines Tempels platziert.
- Im indischen Mittelalter beliebte Stelen-Darstellungen zeigen ihn, wie er die „Heilige Familie“, bestehend aus Shiva und dessen Gattin Parvati (manchmal auch mit Ganesha) auf seinem Rücken trägt.
- In seiner äußerst selten abgebildeten anthropomorphen Gestalt tritt er als Nandikeshvara auf, ein Mann mit Stierkopf, drei Augen und vier Armen. Diese Form ähnelt der des Shiva, mit dem Reh in einer Hand und der Streitaxt in der anderen, jedoch nur Nandikeshvara faltet zwei seiner Hände zum Gebet. In völliger Hingabe (Bhakti) verehrt er seinen Herrn.
- Nandi wird immer mit direktem Blick auf Shiva / Shivalingam dargestellt. Dies zeigt seine unumstößliche Konzentration auf seinen geliebten Herrn.

## Bilder

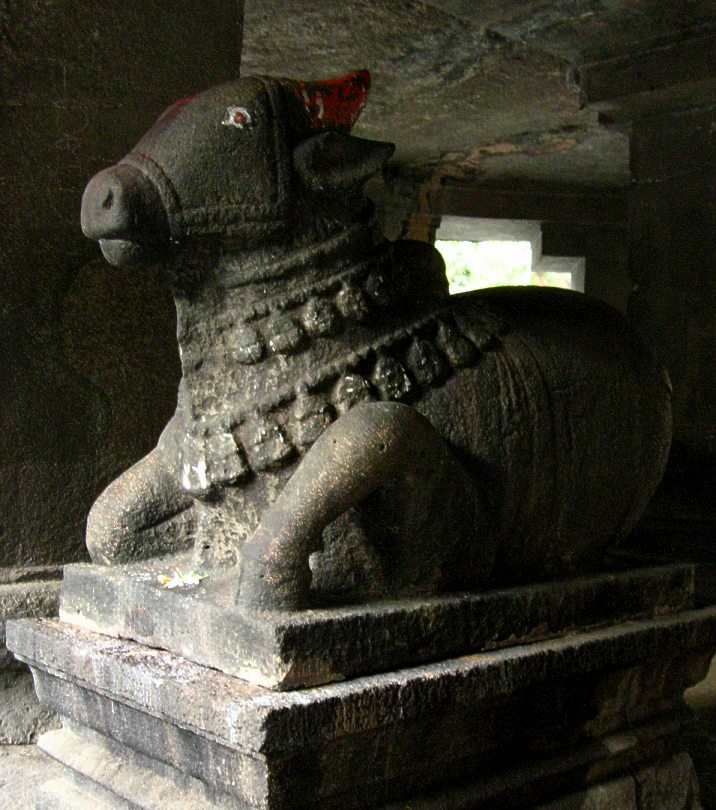
Nandi im Pataleshvara-Tempel von Pune, Maharashtra (8. Jh.)
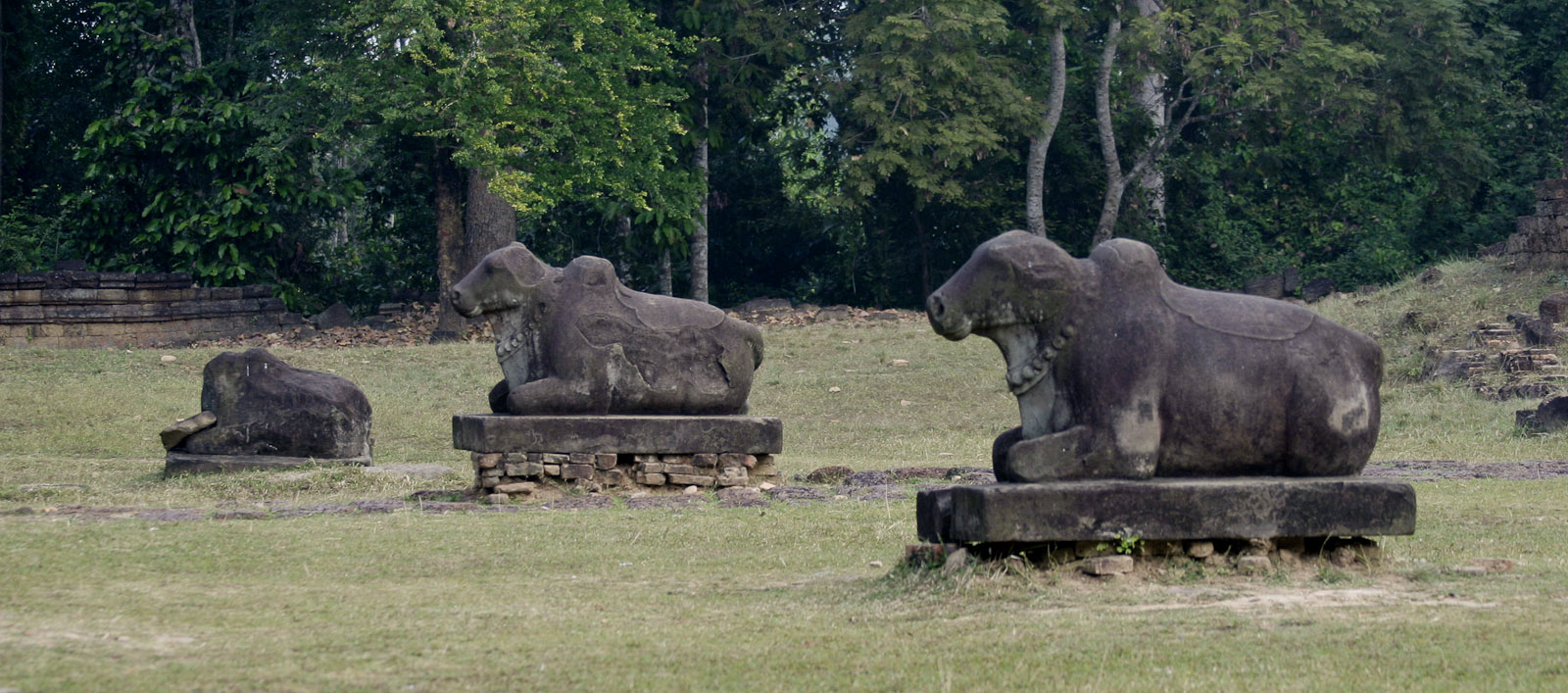
Nandi-Bullen vor dem Preah Ko-Tempel, Siem Reap, Kambodscha (9. Jh.)
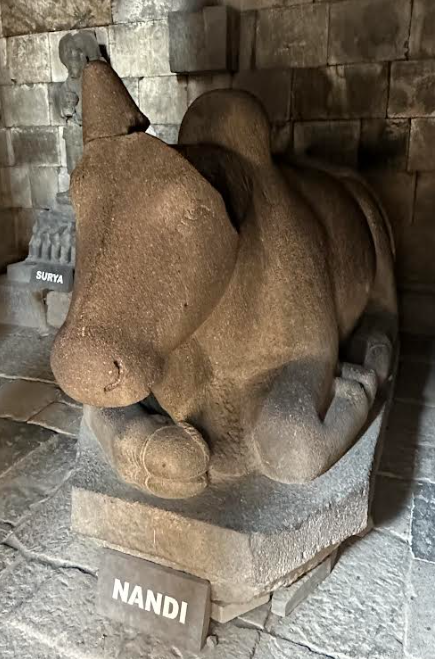
Nandi mit Surya in Prambanan, auf Java, Indonesien (9. Jh.)
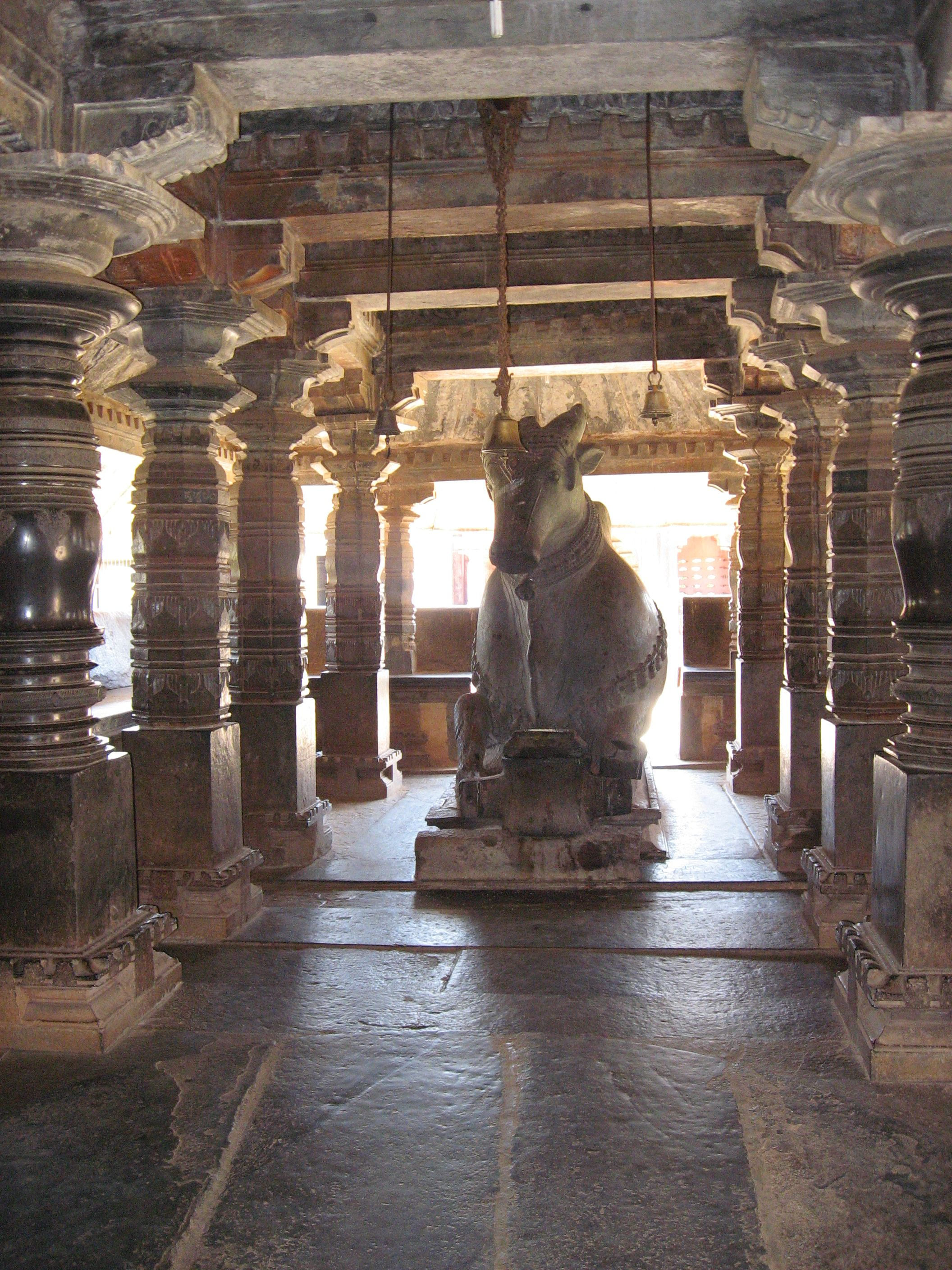
Nandi in der Vorhalle (mandapa) des Tempels von Banavasi, Karnataka (11. Jh.)
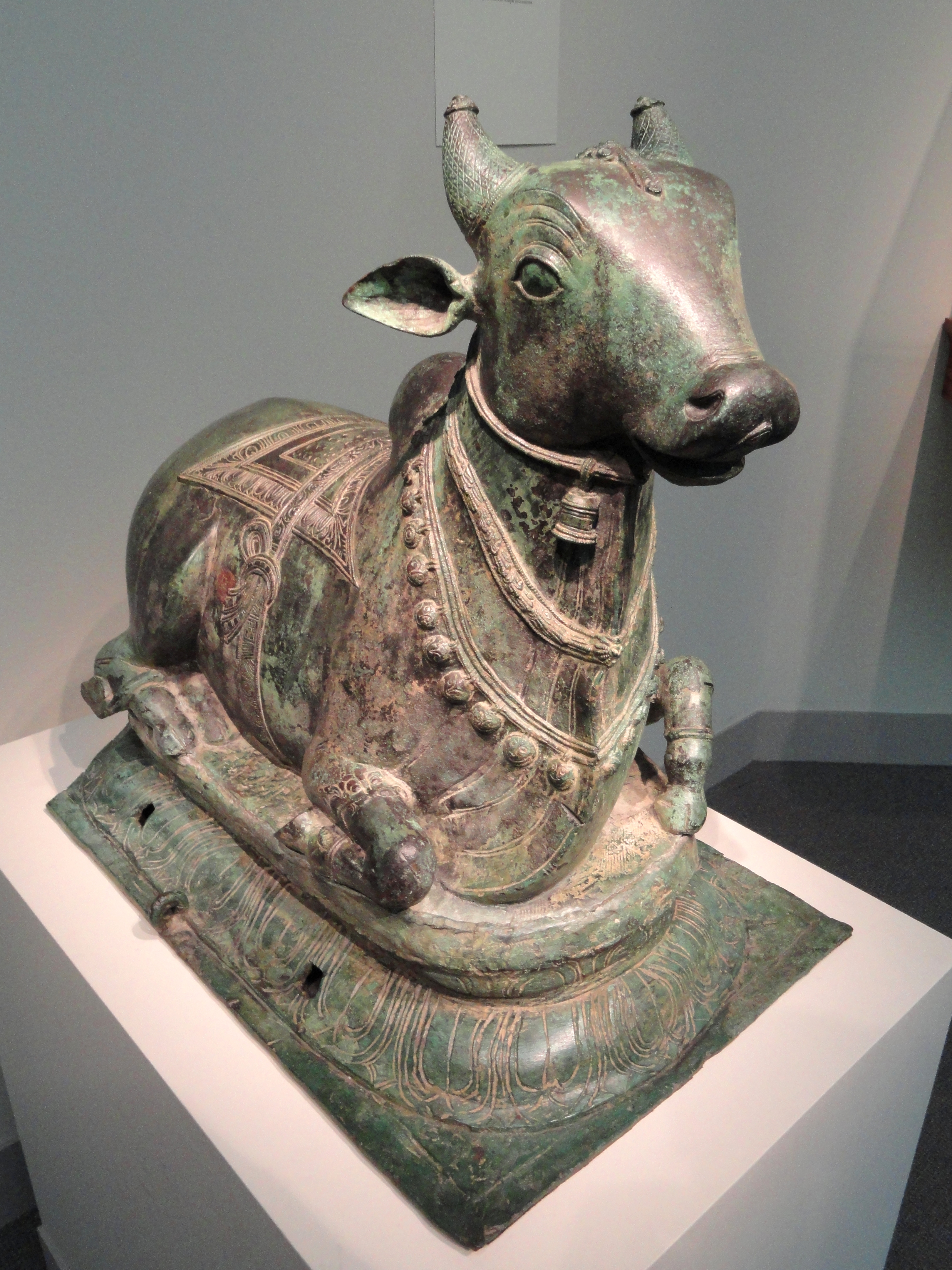
Nandi, Chola-Bronze, Tamil Nadu (11./12. Jh.)
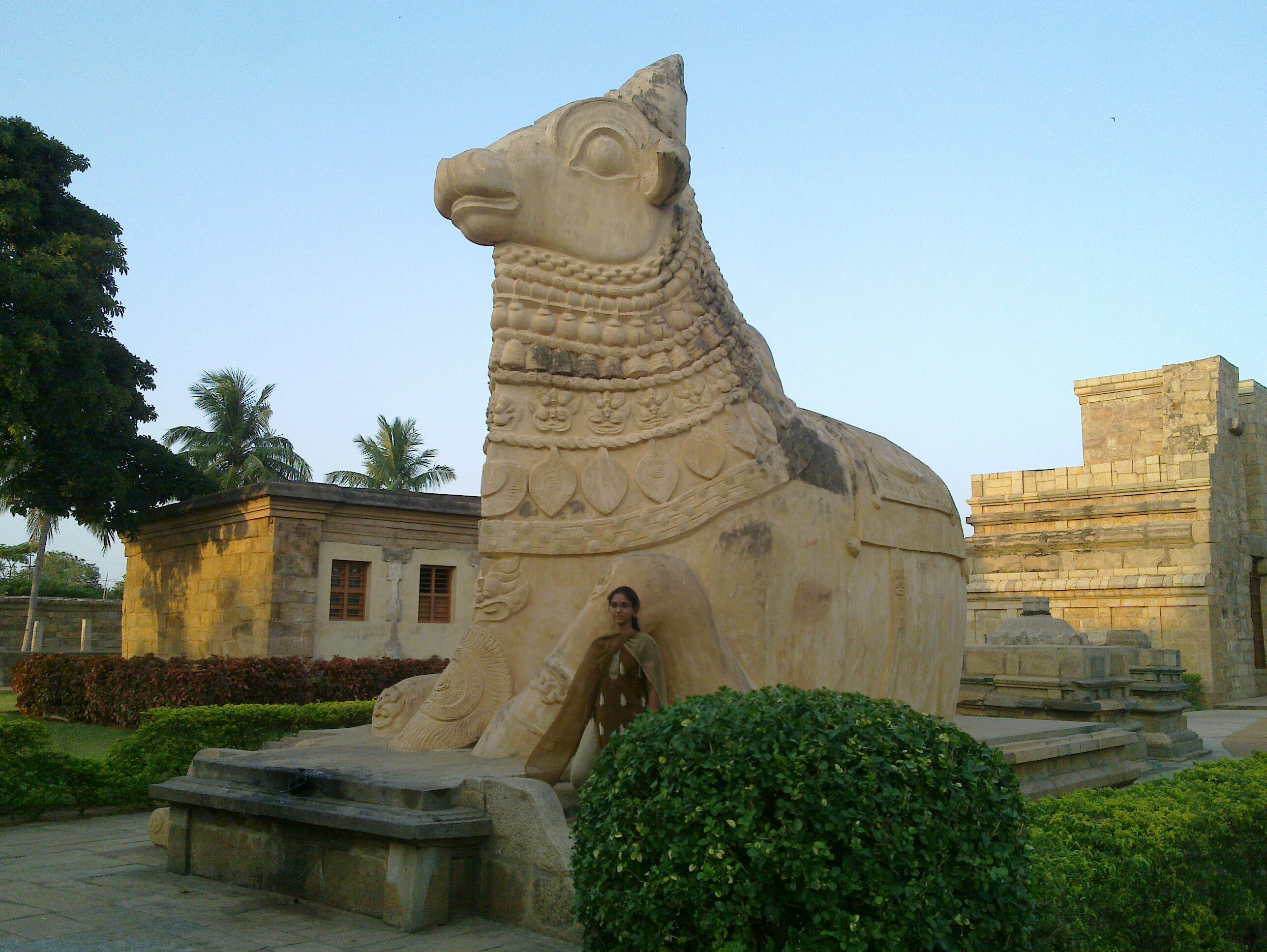
Nandi in Gangaikonda Cholapuram, Tamil Nadu (ca. 12. Jh.)
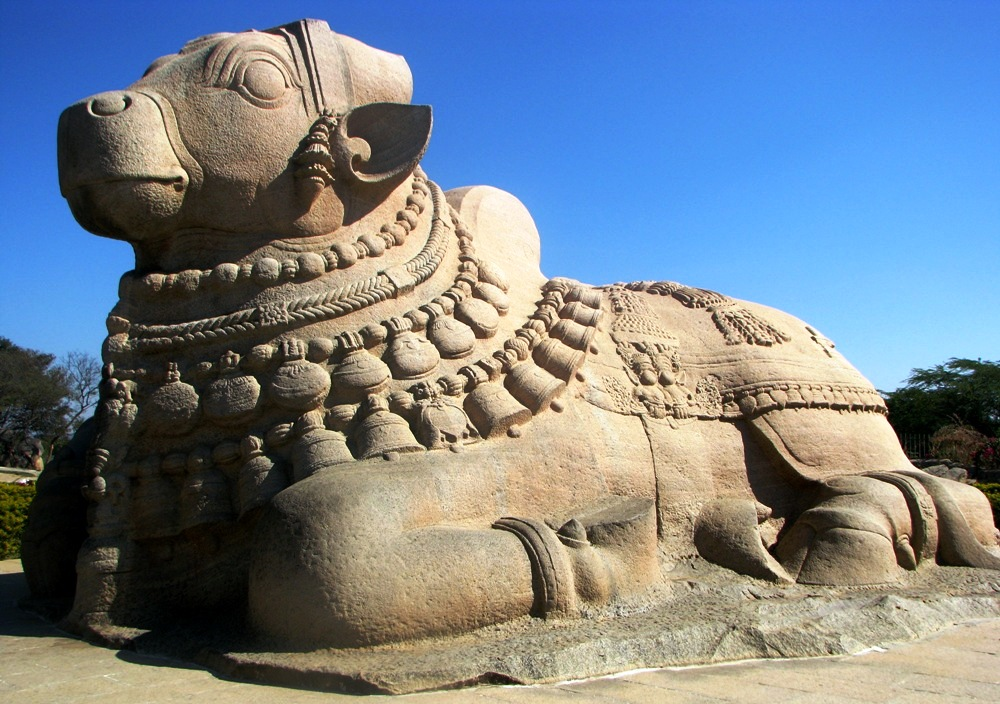
Nandi vor dem Lepakshi-Tempel, Andhra Pradesh (15./16. Jh.)
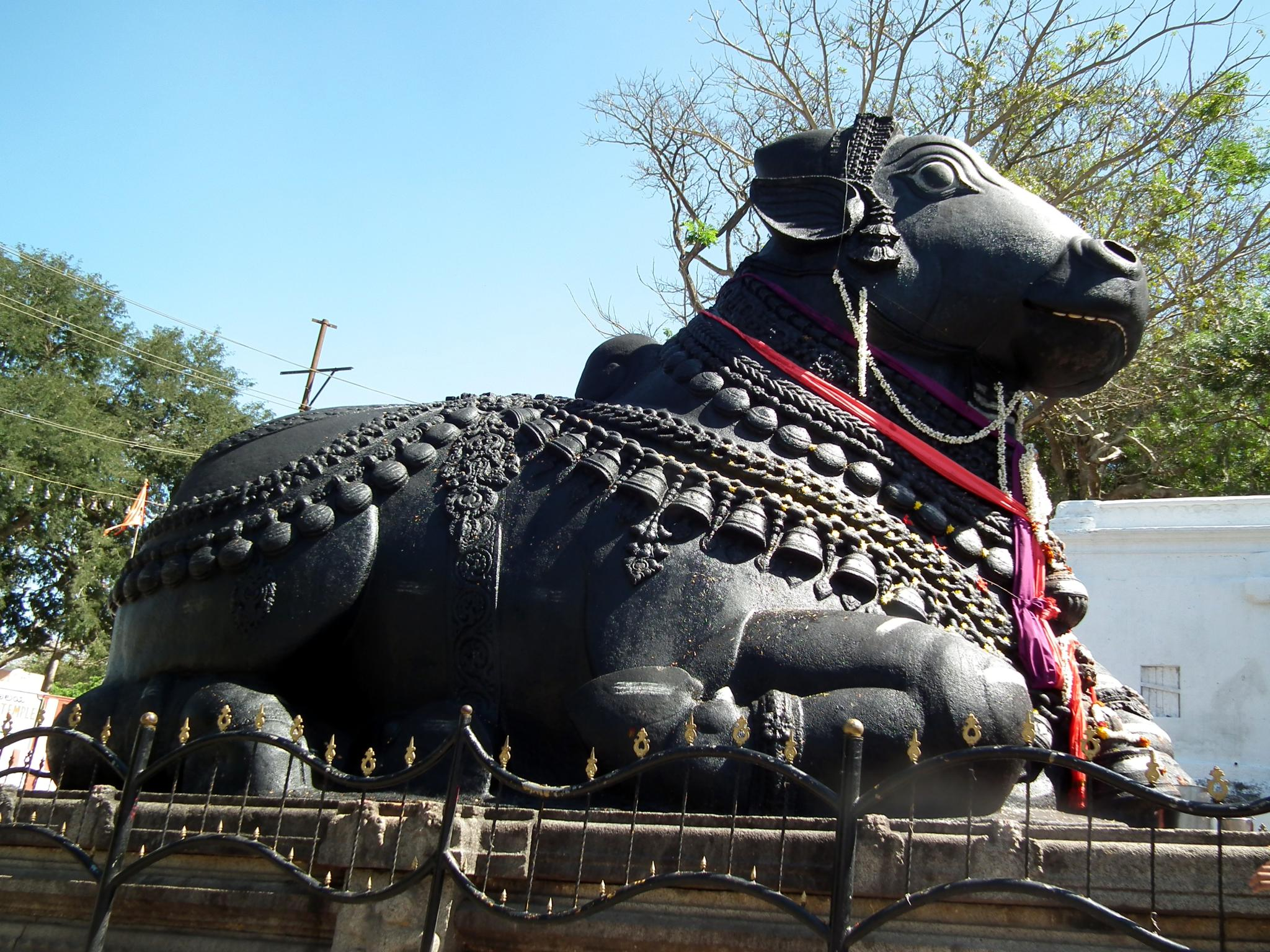
Nandi auf dem Chamundi-Hügel in Mysuru (17. Jh.)
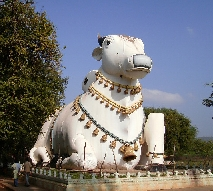
Größte Nandi-Skulptur Indiens in Mahanandi, Andhra Pradesh (18./19. Jh.)